# Truchas (Nuovo Messico)
Truchas è un census-designated place (CDP) della contea di Rio Arriba nel Nuovo Messico, negli Stati Uniti. La popolazione era di 467 abitanti al censimento del 2020. Situata lunga l'High Road to Taos, si trova a metà strada tra Santa Fe a sud e Taos a nord.
Lo ZIP code di Truchas è 87578. La ZIP Code Tabulation Area è 87578, che include il vicino villaggio di Cordova.

## Geografia fisica
Secondo l'Ufficio del censimento degli Stati Uniti, ha una superficie totale di 6,94 mi² (17,97 km²).

## Storia
Le origini della comunità si possono far risalire a Nuestra Señora del Rosario, San Fernando y Santiago del Rio de las Truchas Grant, una concessione terriera spagnola del 1754. Grazie alla sua posizione geografica, rimase un importante avamposto nel corso dei secoli. La concessione terriera è maggiormente nota come Truchas Land Grant, nome che deriva da quello del fiume che fornisce l'acqua per irrigare i terreni circostanti. Truchas in spagnolo significa trota.
Nuestra Señora del Rosario è anche il nome di una chiesa costruita nella località agli inizi del XIX secolo. La chiesa contiene due grandi pontili (reredos) del famoso santero Pedro Antonio Fresquis. Un pontile è datato del 1821 e la chiesa è ricca di opere d'arte santero risalenti agli inizi del XIX secolo.
La comunità è remota, geograficamente parlando, essendo situata a 8 000 metri sul livello del mare. Per la prima strada asfaltata nel centro abitato, si dovette aspettare gli inizi del 1970. Tutte queste caratteristiche, hanno attirato artisti a trasferirsi nel Nuovo Messico settentrionale per le sue peculiarità artistiche, in particolare dopo che Milagro di Robert Redford è stato girato nei dintorni. L'arrivo dell'artista ha cambiato lo stile di vita basato sull'agricoltura da parte dei suoi abitanti, creando non poche tensioni. Sono inoltre presenti nel paese e nei dintorni numerose case vacanza e seconde case.
Poiché la comunità è rimasta invariata per così tanto tempo, molte delle leggi spagnole originali sulla concessione dei terreni sono ancora in vigore; ad esempio, le auto devono condividere le strade con il bestiame.
Dalla comunità è possibile osservare il Truchas Peak (quasi 5 000 metri sul livello del mare) e la Española Valley.

## Società

### Evoluzione demografica
Secondo il censimento del 2020, la popolazione era di 467 abitanti.